# ریکاردو اوسوریو
ریکاردو اوسوریو (انگلیسی: Ricardo Osorio؛ زادهٔ ۳۰ مارس ۱۹۸۰) یک بازیکن فوتبال اهل مکزیک است.
وی همچنین در تیم ملی فوتبال مکزیک بازی کرده‌است.